# Софала
Софала (суах. Sofala, офіц. Nova Sofala) — історичний порт в Мозамбіку, при впадінні в Індійський океан річки Софали, колишня столиця однойменної провінції.
Софала — найдавніша відома за документами гавань Південної півкулі. Ще один із супутників Васко да Гами висловив припущення, що в давнину цей берег іменувався Офір і саме звідси походила цариця Шеви. Через це згадує Софалу в «Втраченому раю» Джон Мілтон.

## Історія
Надійні відомості про існування Софальскої гавані з'являються в арабських джерелах VIII століття. Починаючи з 915 тут панували араби та перси, які принесли в Південну півкулю іслам. По річці та її притоках з глибин Африканського континенту доставлялося для продажу арабам золото.
У XIV столітті контроль за торгівлею перейшов до султана Кілви, столиця якого була розташована набагато північніше, на території нинішньої Танзанії.
У XV столітті Софала стає головним портом держави Мономотапа зі столицею в Великому Зімбабве.
У 1489 Софалу відвідав перший європеєць — португалець Перу да Ковільян.
У 1505 гаванню оволоділи португальці. Тут виникла перша португальська колонія на південь від екватора. З привізного каменю європейці спорудили форт і будівлю торгової факторії. У зв'язку з інтенсивною вирубкою прибережних лісів гавань Софали, раніше здатна вмістити до сотні суден, замулилася та перетворилася на піщану мілину.
З цієї причини в 1890 в 20 милях на північ заснований сучасний порт Бейра, в який перемістилася не лише торгівля, а й управління Софальскою провінцією. При будівництві Бейри використовувався камінь, що вивільнився після знесення старовинних будівель Софали.